# Tadeusz Jan Kowalski

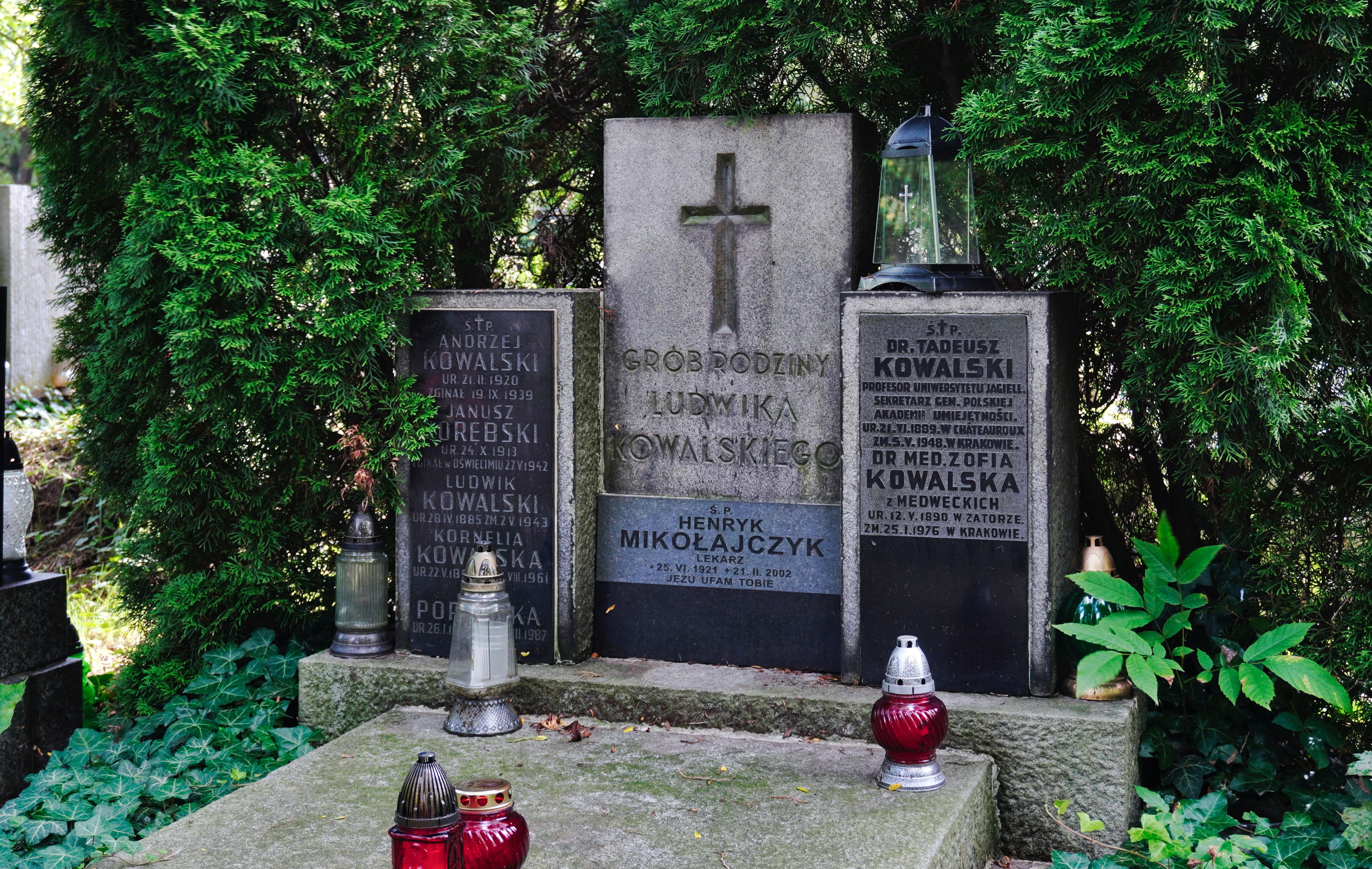
Grób Tadeusza Kowalskiego na Cmentarzu Rakowickim w Krakowie

Tadeusz Jan Kowalski (ur. 21 czerwca 1889 w Châteauroux we Francji, zm. 5 maja 1948 w Krakowie) – polski orientalista (turkolog, arabista i iranista), profesor Uniwersytetu Jagiellońskiego, członek Polskiej Akademii Umiejętności; sekretarz generalny PAU w latach 1939–1948.

## Życiorys
Był synem Teofila i Kazimiery z Kuszpecińskich, młodszym bratem Ludwika. We Francji przebywał do 1894. Nauki gimnazjalne pobierał w krakowskim Gimnazjum św. Anny, w latach 1907–1911 studiował arabistykę na uniwersytecie w Wiedniu; uzupełniał studia na uniwersytetach w Strasburgu i Kolonii (1911–1912). Na uniwersytecie w Wiedniu obronił doktorat (1911, praca Kultura islamu) i został asystentem w Instytucie Orientalistyki w Wiedniu; w 1914 na podstawie pracy Der Divan des Kais ibn al Hatun habilitował się na Uniwersytecie Jagiellońskim i został docentem w Seminarium Filologii Orientalnej. W latach 1916–17 był zatrudniony w krakowskim szpitalu wojskowym jako tłumacz przy rannych żołnierzach XV Korpusu Tureckiego. Kontakty z pacjentami wykorzystał do zbierania materiału językowego zebranego w zeszycie „Materiały dialektologiczne tureckie, przeważnie niewydane”, znajdującym się w Archiwum Nauki PAN i PAU w Krakowie.
Od 1919 był profesorem nadzwyczajnym i kierownikiem Katedry Filologii Orientalnej UJ (obecnie Instytut Orientalistyki), od 1922 profesorem zwyczajnym. Po wybuchu II wojny światowej został aresztowany wraz z innymi pracownikami UJ w ramach tzw. Sonderaktion Krakau i był więziony w Krakowie, potem we Wrocławiu i w obozie koncentracyjnym w Sachsenhausen; w obozie uczył współwięźniów języka tureckiego i organizował dyskusje naukowe. Zwolniony w lutym 1940, w późniejszym okresie okupacji pracował jako urzędnik w Bibliotece Jagiellońskiej, gdzie opiekował się zbiorami orientalnymi. Po wojnie powrócił do wykładów uniwersyteckich; prowadził zajęcia m.in. z historii literatury, języka arabskiego i języka perskiego, ale głównym przedmiotem jego zainteresowań nadal pozostawała filologia turecka.

## Kwestia wyjazdu w czasie wojny do Turcji
Związki z Turcją znalazły swój wyraz zarówno w badaniach naukowych (jako pierwszy w świecie stworzył dialektologię anatolijskoturecką), jak i w życiu Kowalskiego – w czasie II wojny światowej, po powrocie Kowalskiego z obozu, strona turecka zorganizowała mu możliwość bezpiecznego przeniesienia się z rodziną do Stambułu (dyplomacja turecka zaangażowała się też już wcześniej w pertraktacje z władzami niemieckimi w sprawie zwolnienia go z obozu), ogłoszono już nawet oficjalnie studentom Uniwersytetu Stambulskiego, jakie zajęcia w nowym semestrze będzie prowadził T. Kowalski; do wyjazdu ostatecznie nie doszło (mimo wydania zgody przez władze niemieckie i nawet przygotowania już godzin połączeń kolejowych z Krakowa do Stambułu, z przesiadką w Wiedniu), ponieważ Kowalski obawiał się, że po wojnie mógłby być uznany za zdrajcę. Powszechnie znana – acz nie poparta jak na razie materiałami archiwalnymi – jest informacja, że Kowalski nie chciał zostawić doskonałej biblioteki turkologicznej w Krakowie, obawiając się, że po wojnie już jej nie odzyska. Rzeczywiście, materiały w Archiwum PAN i PAU, Oddz. w Krakowie dowodzą, że strona niemiecka nie wyraziła zgody na wywóz czegokolwiek z Polski do Turcji i nawet zabranie z sobą niektórych rzeczy osobistych, jak zegarek, było poważnym problemem.

## PAU i towarzystwa naukowe
Kowalski aktywnie uczestniczył w życiu środowiska naukowego. W 1927 został powołany na członka korespondenta, a w 1932 na członka czynnego Polskiej Akademii Umiejętności; w latach 1936–1939 był sekretarzem Wydziału I PAU, a od 1939 sekretarzem generalnym całej Akademii. Przyczynił się do szybkiego wznowienia działalności przez PAU po wojnie. W Komisji Orientalistycznej Akademii pełnił funkcję sekretarza (1918–1935), przewodniczącego (od 1935) oraz dyrektora Wydawnictw (od 1935); redagował periodyk „Prace Komisji Orientalistycznej PAU” (od 1919). Działał ponadto w Polskim Towarzystwie Orientalistycznym (członek od 1923, prezes od 1947), Polskim Towarzystwie Językoznawczym, Towarzystwie Miłośników Języka Polskiego. Był członkiem kilku naukowych towarzystw zagranicznych – Towarzystwa Fińsko-Ugryjskiego w Helsinkach, Towarzystwa Naukowego w Damaszku, Towarzystwa Orientalistycznego w Pradze, Towarzystwa Ludoznawczego w Stambule, Towarzystwa Naukowego im. Körösiego w Budapeszcie. W 1932 uczestniczył w Międzynarodowym Kongresie Orientalistów w Lejdzie.

## Zakres zainteresowań i publikacje
Był uważany za jednego z najwszechstronniejszych polskich orientalistów ze względu na zakres podejmowanych badań, obejmujących języki, literaturę, folklor i historię turecką, arabską i perską. Prowadził m.in. badania nad twórczością Omara Chajjama. Interesował się związkami literackimi polsko-orientalnymi. Przygotował (wspólnie z Józefem Widajewiczem) krytyczne wydanie Relacji Ibrahima ibn Jakuba z podróży do krajów słowiańskich (1946). Do grona jego uczniów należeli m.in. Józef Bielawski i Ananiasz Zajączkowski. Ogłosił ok. 200 prac, m.in.:
- Ze studiów nad formą poezji ludów tureckich (1921)
- Arabowie i Turcy w świetle źródeł (1923)
- Turcja powojenna (1925)
- W sprawie zapożyczeń tureckich w języku polskim (1928)
- Karaimische Texte im Dialekt von Troki (1929)
- Próba charakterystyki twórczości arabskiej (1933)
- Na szlakach islamu (1935)
- Zagadnienie liczby mnogiej w językach tureckich (1936)
- Próba charakterystyki ludów tureckich (1946)
- Studia nad Šāh-nāme (1952–1953, 2 tomy)

## Rodzina
Żona Zofia Kowalska z domu Medwecka, lekarka. Syn Kazimierz Kowalski (1925–2007) był paleozoologiem, członkiem Polskiej Akademii Nauk, w latach 1994–2001 był prezesem reaktywowanej Polskiej Akademii Umiejętności. Córka Anna Kowalska-Lewicka (1920–2009) była etnografem. Został pochowany na cmentarzu Rakowickim w Krakowie.